# Baleárica (provincia romana)

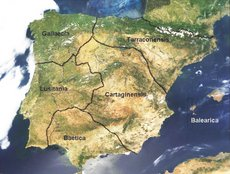
División provincial de Diocleciano en 298, con seis provincias a las que se añade la Tingitana para constituir la diócesis Hispaniarum.

La Baleárica (o Balleraica) fue una provincia romana constituida en el Bajo Imperio al desgajar de la provincia Tarraconense las islas Baleares, a mediados del siglo IV, en época de Constancio I y Constantino II. La ciudad de Palma era la capital, y su rango era pretorio, dependiendo del vicarius de la diócesis Hispaniarum.
La provincia desapareció cuando los vándalos de Genserico la ocuparon en 455.
- Datos: Q3320446